# Hiroshi Ōshima
Hiroshi Ōshima (大島 浩, Ōshima Hiroshi, 19 avril 1886 – 6 juin 1975) est un général de l'armée impériale japonaise. Également diplomate, il est ambassadeur du Japon en Allemagne avant et pendant la Seconde Guerre mondiale.

## Biographie
De 1928 à 1945, il est entre autres attaché militaire à Berlin en 1936, et d'octobre 1938 à octobre 1939 et de février 1941 à avril 1945, ambassadeur.
Après la signature du pacte anti-Komintern, il propose à l'Allemagne des accords économique visant à rendre le Japon moins dépendant des Anglo-saxons. Mais lorsque l'Allemagne signe le pacte germano-soviétique, Hirochi Oshima est rappelé au Japon et les accords prévus ne sont pas signés.
Le 15 juin 1941, il participe à la signature du nouveau Pacte tripartite.
En novembre 1943, il visite des fortifications du Mur de l'Atlantique en France.
Il est, à son insu, l'une des principales sources d'information pour les Alliés sur les opérations allemandes. Très proche d'Hitler et de certains dirigeants nazis, il les rencontre alors fréquemment. Il est donc au courant de beaucoup de leurs plans, dont il donnait la teneur dans des rapports détaillés envoyés régulièrement par radio à Tokyo, chiffrés en code PURPLE, que les Américains réussissent à décoder avant même leur entrée en guerre.

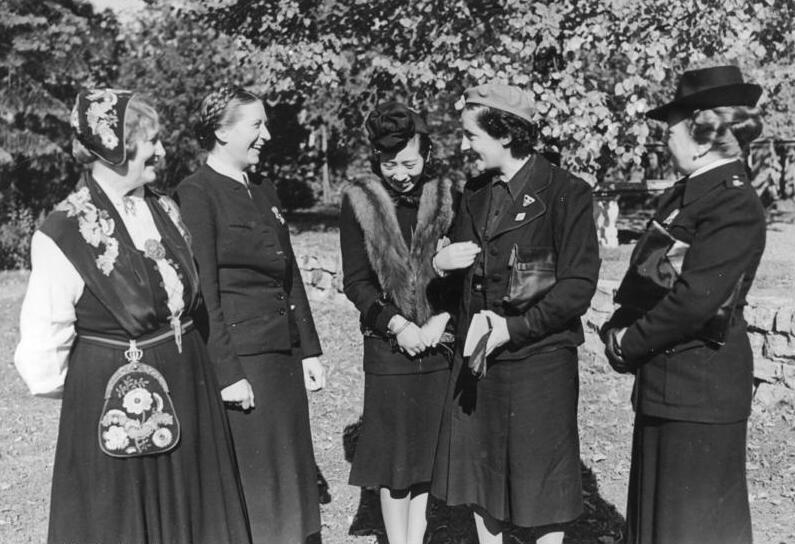
Réunion de dignitaires féminines de pays de l'Axe ou proches, en 1941. De gauche à droite : Olga Bjone, présidente de la Ligue des femmes nationales-socialistes norvégiennes, la Reichsfrauenführerin allemande Gertrud Scholtz-Klink, l'épouse de Hiroshi Ōshima, ambassadeur japonais à Berlin, la présidente de la section féminine de la Phalange espagnole, Pilar Primo de Rivera, et la marquise italienne Olga Medici.

Reconnu coupable de crimes de guerre, il est condamné à la prison à perpétuité après le conflit. Libéré en 1955, il meurt en 1975.